# Johannsenomyia albidorsata
Johannsenomyia albidorsata är en tvåvingeart som först beskrevs av Meillon 1937.  Johannsenomyia albidorsata ingår i släktet Johannsenomyia och familjen svidknott. Inga underarter finns listade i Catalogue of Life.